# Павловка (село, Севастополь)
Па́вловка (до 1948 года Сахти́к; укр. Павлівка, крымскотат. Sahtik, Сахтик) — село в Балаклавском районе города Севастополя, входит в Орлиновский муниципальный округ (Орлиновский сельский совет).

## География
Село расположено в восточной части Байдарской долины, у подножия Главной гряды Крымских гор, практически слившись с восточной окраиной села Орлиное. Через село проходит региональная автодорога 67Н-4 Орлиное — Колхозное (по украинской классификации — Т-2711), высота центра села над уровнем моря 274 м.

## Население
| 2001 | 2011 | 2014 |
| ---- | ---- | ---- |
| 427  | ↗593 | ↘437 |

Численность населения по данным переписи населения по состоянию на 14 октября 2014 года составила 437 человек, на 2012 год по данным сельсовета — площадь села — 63 гектара, 153 двора, 438 жителей.
Динамика численности
```

```

| - 1805 год — 92 чел. - 1864 год — 87 чел. - 1886 год — 134 чел. - 1889 год — 234 чел. - 1892 год — 209 чел. - 1902 год — 173 чел. - 1915 год — 401/32 чел. - 1926 год — 319 чел. - 1939 год — 313 чел. | - 1944 год — 340 чел. - 1953 год — 199 чел. - 1954 год — 220 чел. - 1989 год — 122 чел. - 1998 год — 593 чел. - 2001 год — 427 чел. - 2009 год — 413 чел. - 2012 год — 438 чел. - 2014 год — 437 чел. |

## История
Сахтик — одна из загадок крымской топорнимики — ойконим не переводится ни с одного из известных языков. Время возникновения поселения также не установлено — видимо, как и у соседних, это III—IV век — эпоха оседания в долине захвативших Крым готов и аланов, смешивавшихся с местным населением. В более позднее время, в X—XV веках, селение принадлежало вначале местному феодалу, владельцу крепости, располагавшейся над Тессели, а затем входило в состав христианского княжества Дори — Феодоро (по мнению других историков — могло входить в состав Чембальского консульства Капитанства Готия). После захвата княжества в 1475 году Османами селение включили в состав Мангупского кадылыка Кефинского санджака (впоследствии эялета) империи. Упоминается деревня в материалах переписей Кефинского санджака 1520 года, по которым, в селениях Каревис и Сахнек вместе, относящехся к Инкирману, числилось 4 мусульманских семьи и 3 взрослых неженатых мусульман; немусльман тогда же была 51 семья, из них 1 — потерявшая мужчину-кормильца. На 1542 год селения переподчинили Мангупу и, опять в 2 деревнях вместе — 9 семей мусульман и 44 семьи — христиан (3 семьи «овдовевшие»), также 8 холостяков. С XVII века в этих краях начинает активно распространяться ислам и уже в Джизйе дефтера Лива-и Кефе (Османских налоговых ведомостях) 1652 года, где перечислены христиане-налогоплательщики Кефинского эялета, селение не значится. Со временем Сахтик перешёл в статус маале, о чём записано в «Османском реестре земельных владений Южного Крыма 1680-х годов», согласно которому в 1686 году (1097 год хиджры) Махалле Сахтик входил в Мангупский кадылык эялета Кефе. Всего в Сахтике упомянуто 1139,5 землевладельца, все мусульмане, владевшие 1139,5 дёнюмами земли. После обретения ханством независимости по Кючук-Кайнарджийскому мирному договору 1774 года «повелительным актом» Шагин-Гирея 1775 года Сахтик был включён в Крымское ханство в состав Бакчи-сарайского каймаканства Мангупскаго кадылыка, что зафиксировано и в Камеральном Описании Крыма… 1784 года.
После присоединения Крыма к России (8) 19 апреля 1783 года, (8) 19 февраля 1784 года, именным указом Екатерины II сенату, на территории бывшего Крымского Ханства была образована Таврическая область и деревня была приписана к Симферопольскому уезду. После Павловских реформ, с 1796 по 1802 год, входила в Акмечетский уезд Новороссийской губернии. По новому административному делению, после создания 8 (20) октября 1802 года Таврической губернии, Сахтик был включён в состав Чоргунской волости Симферопольского уезда.
По Ведомости о всех селениях в Симферопольском уезде состоящих с показанием в которой волости сколько числом дворов и душ… от 9 октября 1805 года, в деревне Сахтик числилось 19 дворов и 92 жителя, исключительно крымских татар. На военно-топографической карте генерал-майора Мухина 1817 года деревня Сагтик обозначена с 29 дворами. После реформы волостного деления 1829 года Саятык, согласно «Ведомости о казённых волостях Таврической губернии 1829 года», отнесли к Байдарской волости.

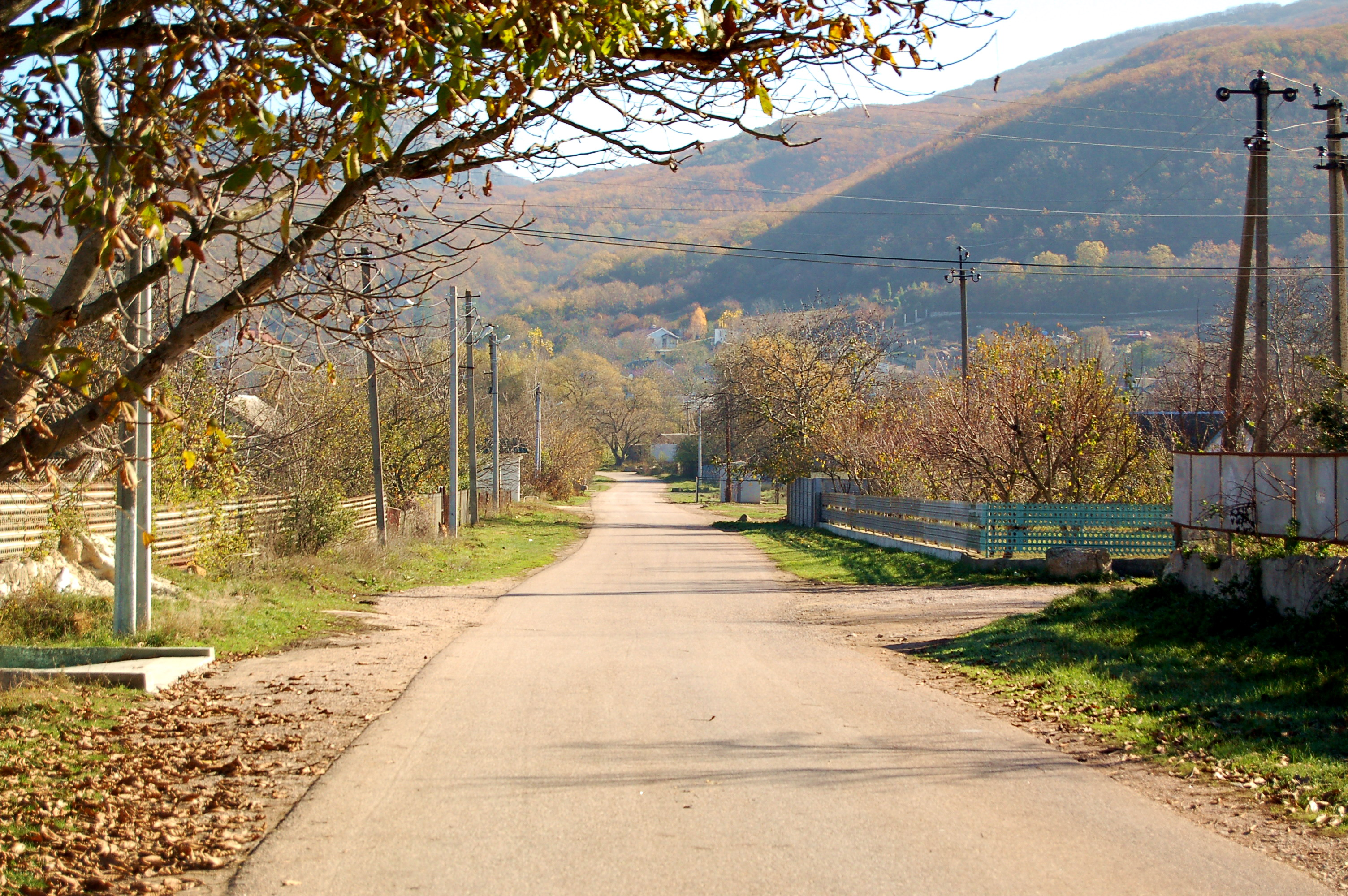

Именным указом Николая I от 23 марта(по старому стилю) 1838 года, 15 апреля был образован новый Ялтинский уезд и деревню передали в состав Байдарской волости Ялтинского уезда. На карте 1842 года Сахтик обозначен с 45 дворами.
В 1860-х годах, после земской реформы Александра II, деревня осталась в составе преобразованной Байдарской волости. Согласно «Списку населённых мест Таврической губернии по сведениям 1864 года», составленному по результатам VIII ревизии 1864 года, Сахтик — казённая татарская и русская деревня с 16 дворами, 87 жителями и 2 мечетями при фонтане. На трёхверстовой карте Шуберта 1865—1876 года в деревне Сактик обозначено 20 дворов. На 1886 год в деревне Сахтик при ручье Курукчу-Чокрак, согласно справочнику «Волости и важнѣйшія селенія Европейской Россіи», проживало 134 человека в 20 домохозяйствах, действовала мечеть. По «Памятной книге Таврической губернии 1889 года», по результатам Х ревизии 1887 года, в деревне Сахтик числился 41 двор и 234 жителя. На верстовой карте 1889—1890 года в деревне обозначено 33 двора с татарским населением.
После земской реформы 1890 года деревня осталась в составе преобразованной Байдарской волости. По «Памятной книге Таврической губернии 1892 года», в деревне Сахтик, входившей в Байдарское сельское общество, числилось 209 жителей в 34 домохозяйствах, владевших на правах личной собственности 297,5 десятинами земли. В «Ведомостях о татарских мектебе и медресе, находящихся в Ялтинском уезде», за 1892 год упоминается о мектебе в Сахтике. По «…Памятной книжке Таврической губернии на 1902 год» в деревне Сахтик, входившей в Байдарское сельское общество, числилось 173 жителя в 39 домохозяйствах. По Статистическому справочнику Таврической губернии. Ч.II-я. Статистический очерк, выпуск восьмой Ялтинский уезд, 1915 год, в деревне Сахтик Байдарской волости Ялтинского уезда, числилось 102 двора (все дворы с землёй) со смешанным населением в количестве 401 человека приписных жителей и 32 — «посторонних», из которых 227 мужчин и 206 женщин. Жители владели 670 десятинами земли. В хозяйствах имелось 42 лошади, 56 волов, 83 коровы и 210 голов овец, свиней, или коз.
После установления в Крыму Советской власти, по постановлению Крымревкома от 8 января 1921 года, была упразднена волостная система и село вошло в состав Севастопольского уезда. 21 января 1921 года на территории Севастопольского уезда был создан Балаклавский район и Сахтик вошёл в новый район. По одним сведениям, Байдарский район, в который включили и Сахтик, существовал уже с декабря 1921 года. По другим источникам — район был образован постановлением Крымского ЦИК и СНК 4 апреля 1922 года (во втором случае, дата почти совпадает с перенесением райцентра в Байдары — на сайте Севастопольского горсовета это 6 мая того же года). В 1922 году уезды получили название округов. 11 октября 1923 года, согласно постановлению ВЦИК, в административное деление Крымской АССР были внесены изменения, в результате которых был создан Севастопольский район и село включили в его состав. Население Сахтика на 1925 год составилло 490 человек. Согласно Списку населённых пунктов Крымской АССР по Всесоюзной переписи 17 декабря 1926 года, в селе Сахтик, в составе упразднённого к 1940 годуКалендского сельсовета Севастопольского района, имелся 71 двор, из них 35 крестьянских, население составляло 319 человек (160 мужчин и 159 женщин), все татары, действовала татарская школа. На основании постановления Крымского ЦИКа от 15 сентября 1930 года был вновь создан Балаклавский район, теперь как татарский национальный и Сахтик включили в его состав.
В 1944 году, после освобождения Крыма от фашистов, согласно Постановлению ГКО № 5859 от 11 мая 1944 года, 18 мая крымские татары были депортированы в Среднюю Азию. На май того года в селе учтено 340 жителей (76 семей), из них 337 человек крымских татар и 3 русских; было принято на учёт 66 домов спецпереселенцев. По другим данным из Сахтика (колхоз им. Молотова) выселено 60 семей. 12 августа 1944 года было принято постановление № ГОКО-6372с «О переселении колхозников в районы Крыма», по которому из Воронежской области РСФСР в Балаклавский район планировалось переселить 6000 колхозников (конкретно в село — 56 семей) и в сентябре 1944 года в район уже прибыли 8470 человек (с 1950 года в район стали приезжать колхозники из Сумской области УССР). С 25 июня 1946 года Сахтик в составе Крымской области РСФСР. Указом Президиума Верховного Совета РСФСР от 18 мая 1948 года, Сахтик переименовали в Павловку — поскольку «жители вселены из Павловского района Воронежской области». По состоянию на 1 января 1953 года в селе было 51 хозяйство колхозников (199 человек) и 2 хозяйства рабочих и служащих (4 человека). В 1954 году в Павловке числилось 53 хозяйства и 220 жителей. 26 апреля 1954 года Севастополь, в составе Крымской области, был передан из состава РСФСР в состав УССР.
24 апреля 1957 года был упразднён Балаклавский район и сельсовет передан в состав Куйбышевского района Крымской области. Время включения в состав Орлиновского сельсовета пока не установлено: на 15 июня 1960 года село уже числилось в его составе. Указом Президиума Верховного Совета УССР «Об укрупнении сельских районов Крымской области», от 30 декабря 1962 года Куйбышевский район упразднили и село передали в Бахчисарайский район, тогда же Павловку подчинили Орлиновскому сельсовету. 1 января 1965 года, указом Президиума ВС УССР «О внесении изменений в административное районирование УССР — по Крымской области», Павловка вновь передана из Бахчисарайского района в подчинение Балаклавскому
. С 21 марта 2014 года в составе Севастополя аннексирована Россией.